# 香港青年協會李兆基小學

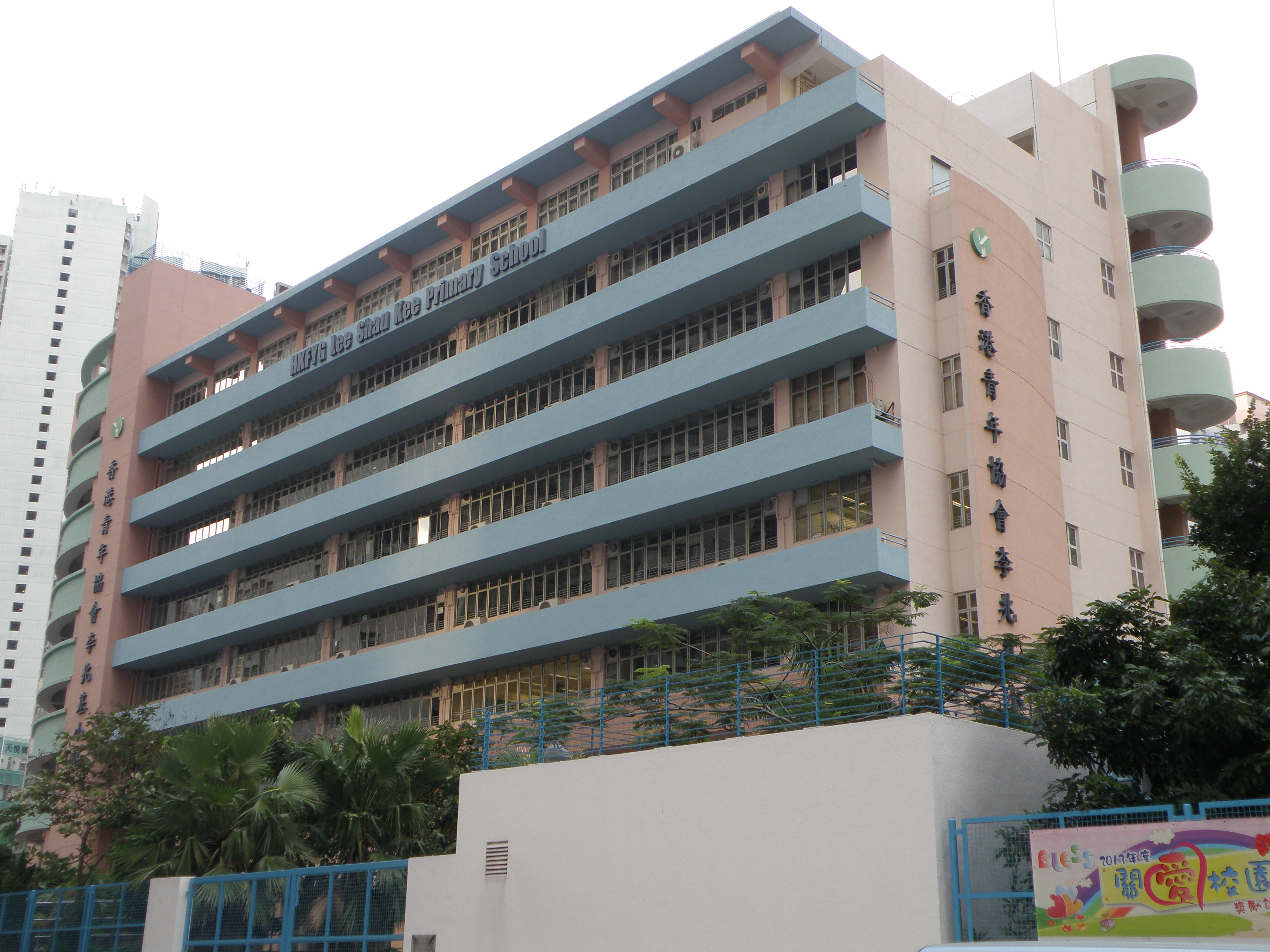
香港青年協會李兆基小學西面

香港青年協會李兆基小學（英語：Hong Kong Federation of Youth Groups Lee Shau Kee Primary School），簡稱LSKPS，是一所位於香港新界天水圍的政府資助男女小學，由香港青年協會於2000年創辦。該校開設小一至小六年級。該校重視培養學生的中文、英文和創意。為天水圍的兒童提供優質教育。其聯繫中學為香港青年協會李兆基書院。

## 辦學宗旨
營造優質的學習環境，建立「有禮」、「參與」、「創意」及「關愛」的學校文化，將資訊科技及多元學習融入於學與教中，培育品學卓越、重視健康人生及關心社會的明日棟樑。

## 開設科目
該校主要教授以下科目：
- 中國語文
- 英文
- 數學
- 綜合生活教育（常識）
- 視覺藝術
- 音樂
- 體育
- 普通話
- 生活創客
- 多元智能
- 生命教育

## 外部連結
- 香港青年協會李兆基小學 （页面存档备份，存于）